# Dänemark unter deutscher Besatzung

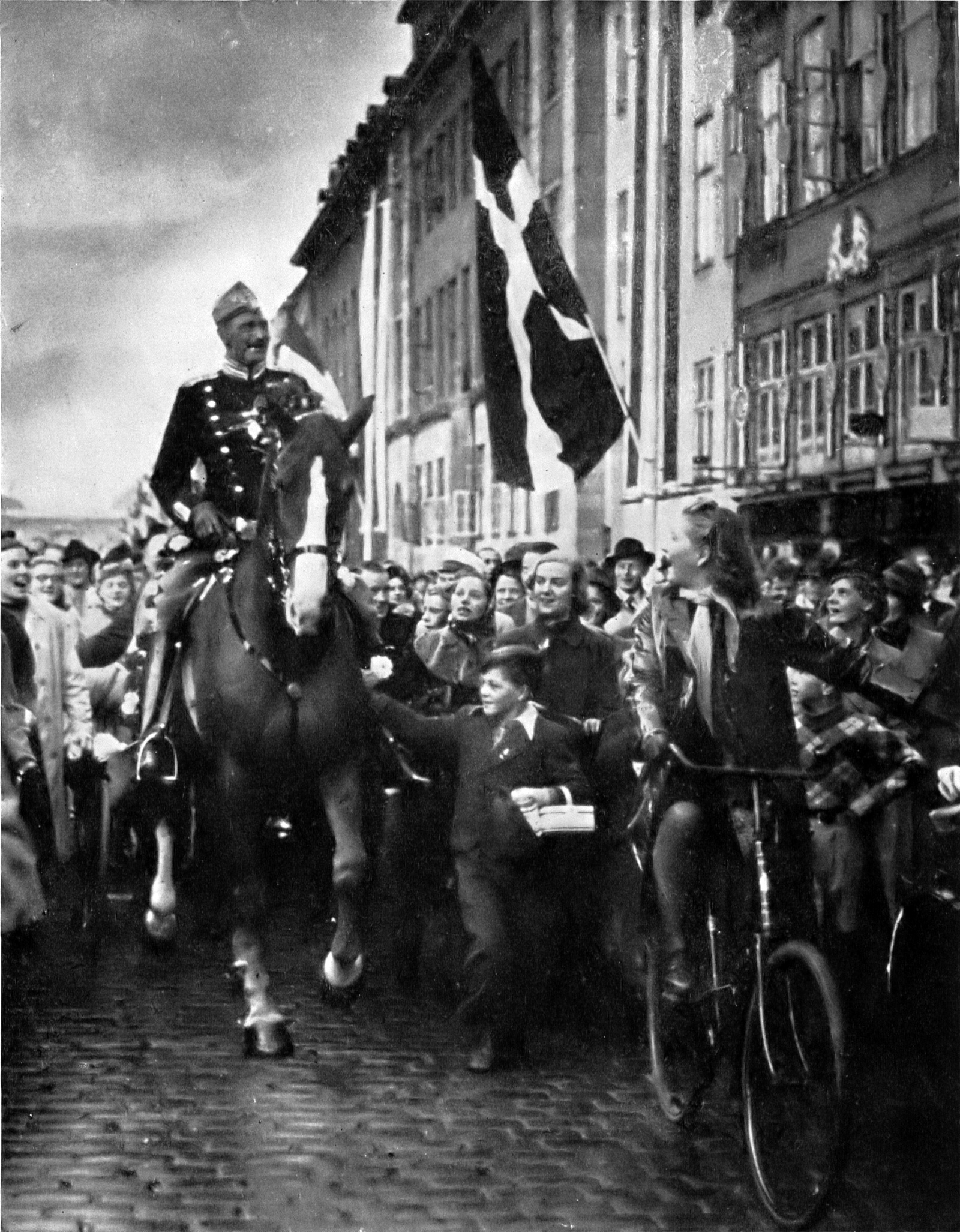
König Christian X. bei einem Ausritt an seinem Geburtstag in Kopenhagen, 26. September 1940

Während des Zweiten Weltkriegs stand Dänemark fünf Jahre lang, vom 9. April 1940 bis zum 5. Mai 1945, unter deutscher Besatzung. Im Unterschied zu anderen besetzten Ländern blieben die Institutionen Dänemarks bis 1943 intakt.

## Invasion

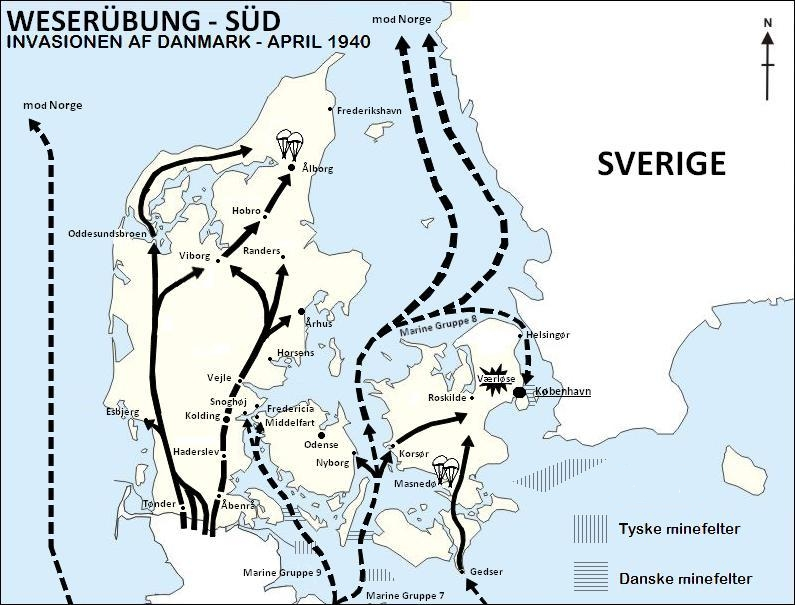
„Weserübung-Süd“

Ziel des am 9. April 1940 durchgeführten „Unternehmens Weserübung“ der Wehrmacht unter General Leonhard Kaupisch war die Sicherung der Nachschubwege nach Norwegen, das ebenfalls besetzt wurde. Ab 4:15 Uhr erfolgte, ohne eine Kriegserklärung, die Invasion in Südjütland gemäß Unternehmen Weserübung-Süd auch mit gleichzeitigen Truppenanlandungen in Kopenhagen. Besonders wichtig war der Flughafen Aalborg an der Nordspitze Jütlands. Flugblätter mit dem Titel OPROP (Aufruf), in einem unbeholfenen Dänisch/Norwegisch geschrieben, wurden abgeworfen. Auf Grund der Drohung einer Bombardierung von Kopenhagen sowie jeglichen Widerstand zu brechen, protestierte die dänische Regierung zwar gegen die Verletzung der Neutralität des Landes, ordnete sich dennoch der Okkupation unter. Dem aufgezwungenen Besatzerregime stimmte letztendlich auch die Opposition mit Ausnahme der Kommunisten und nationalkonservativer Kreise zu. Widerstand leistete die weit unterlegene dänische Armee nur in den ersten Stunden und nur stellenweise (in Kopenhagen, in Südjütland bei Haderslev, im Bereich der Storstrømsbroen und auf Seeland). In Kopenhagen verteidigte das Garde-Ausbildungsbataillon Schloss Amalienborg gegen die Landungstruppen, die das deutsche Minenschiff Hansestadt Danzig an der Langelinie ausgeschifft hatte. Bei den Kämpfen starben 16 dänische Uniformierte (davon 14 in Nordschleswig).
Am Abend des 9. April war Dänemark vollständig besetzt. Bereits an diesem Tag konnte die Wehrmacht das dänische Eisenbahnnetz und die Flugplätze in Jütland zur Versorgung und Unterstützung der deutschen Truppen in Norwegen benutzen. Das Unternehmen „Weserübung-Süd“ war bereits am 10. April erfolgreich abgeschlossen.
Die dänischen Streitkräfte behielten bis 1943 Heer und Flotte.
Die Färöer blieben im britischen Einflussgebiet, ebenso Island; auf Grönland errichteten die USA Militärstützpunkte.

## Besatzung 1940–1943

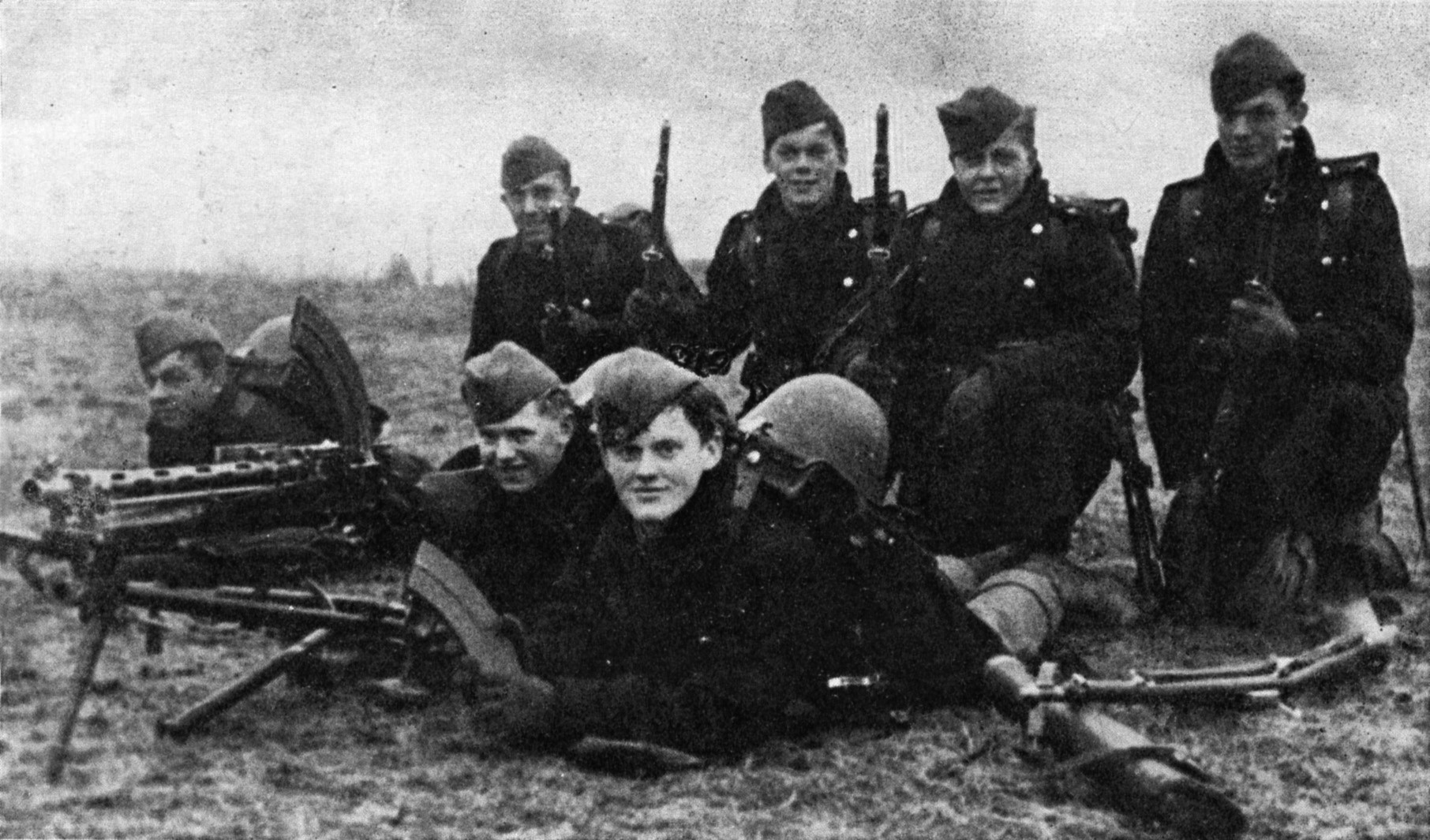
Dänische Soldaten am 9. April 1940

Die deutsche Seite garantierte in einer Note vom 9. April 1940 an die dänische Regierung die territoriale Integrität und erklärte, den bewaffneten „Schutz des Königtums Dänemark“ und seiner Neutralität zu übernehmen; denn man habe keine ideologischen Ziele – schließlich betrachteten die Nationalsozialisten die Dänen als "Arier" beziehungsweise apostrophierten sie ausdrücklich als „Germanen“  –, konnte weiter auf dänische Lebensmittellieferungen zurückgreifen und wollten eine Art Modell- oder „Musterprotektorat“ schaffen.
Als erster Repräsentant der deutschen Besatzungsmacht wurde ein Reichsbevollmächtigter für das besetzte Dänemark noch am 9. April 1940 eingesetzt. Das war der bisherige Gesandte Cécil von Renthe-Fink; ihm stand der dänische Staatsminister Thorvald Stauning (Sozialdemokratische Partei) als Gesamtansprechpartner für die dänischen Interessen zur Verfügung. Während die Personalie des „Reichsbevollmächtigten“ von Renthe-Fink durch den deutschen Reichsaußenminister Joachim von Ribbentrop bestimmt wurde, erfolgte die Festlegung seines Stellvertreters, SS-Oberführer Paul Kanstein am 12. April 1940 durch den Reichsführer der SS, Heinrich Himmler. Den direkten Zugriff auf alle in diesem Bereich zu treffenden Entscheidungen sicherte sich Himmler zusätzlich durch den Befehl vom April 1940 ab, der die Unterstellung aller in Dänemark einzusetzenden SS- und Polizeikräfte dem HSSPF Nordwest, SS-Gruppenführer Hans-Adolf Prützmann bestimmte. Das waren die wichtigsten Schritte des Aufbaus der NS-Besatzungsmacht. Die Fassade einer „gewissen“ dänischen Mitbestimmung konnte jedoch relativ lange aufrechterhalten werden. Außenpolitisch entmündigt, sah sich Dänemark völkerrechtlich nicht im Krieg mit dem Deutschen Reich, und „[d]ie Besatzungsherrschaft in Dänemark stellt bis zum August 1943 einen Sonderfall der Zivilverwaltungen in ‚germanischen‘ Ländern dar, der jedoch von der Zielstellung her den Reichskommissariaten gleicht“, so der Historiker Werner Röhr. Anders als bei seinen übrigen Besatzungsregimen in Europa „hatte sich Deutschland gegenüber Dänemark bei dessen Kapitulation gerade zu jener Verbindlichkeit verpflichtet, die mit dem jus ad bellum im Grunde ausgeschlossen war: der Wahrung der territorialen und staatlichen Integrität des Landes, damit zur Nichteinmischung in innere Angelegenheiten. Spätestens zum September 1940 hatte der Reichsbevollmaechtigte diese Zusicherung gebrochen. Auch in den Folgemonaten wurde die zum Schein aufgebaute „Legitimation“ in der äußerlichen Form der Besatzungsherrschaft immer weiter aufgeweicht und dann 1943 mit dem Vorrang direkter Eingriffsmöglichkeiten völlig aufgegeben.“ Der Hauptgrund dafür lag darin, dass sich Adolf Hitler im September 1942 zu einer rigorosen Änderung der Besatzungspolitik gegenüber Dänemark entschlossen hatte. Als Anlass dafür nutzte er die von ihm selbst inszenierte sogenannte „Telegramm-Krise“ im September 1942, wo er den Wortlaut einer Depesche König Christians X. als eine gegen das Ansehen seiner Person als „Führer des Deutschen Reiches“ gerichteten Verfehlung hochstilisierte. Als ein erster Schritt der Eskalation nahm der Reichsaußenminister Joachim von Ribbentrop die Ausweisung des dänischen Gesandten aus Berlin vor.
Das Staatsoberhaupt, König Christian X., blieb im Land.

### Politik
Die schnelle dänische Kapitulation war auch eine Folge grundlegender politischer Positionen. Sowohl die Sozialdemokraten, die seit 1924 die beherrschende politische Kraft waren, als auch Teile der Liberalen sahen eine Verteidigung des Territoriums als wenig sinnvoll an. Darin wirkte die Erfahrung des Deutsch-Dänischen Krieges von 1864 nach, in dem das Land nicht annähernd in der Lage gewesen war, militärischen Widerstand zu leisten. Zudem waren die Regierungen der Sozialdemokraten und der Radikalen Venstre seit den 1920er Jahren vornehmlich mit dem Aufbau eines Wohlfahrtsstaats befasst, der wenig finanzielle Ressourcen für die Verteidigung übrig ließ. Angesichts der zunehmenden Aufrüstung des Deutschen Reiches von 1933 an setzten die dänischen Regierungen darauf, durch Wohlverhalten gegenüber dem Nachbarn möglichst unbehelligt von eventuellen Konflikten zu bleiben. Aus diesem Grund wurde auch kein Bündnis mit Großbritannien als einer traditionell Dänemark nahestehenden Macht gesucht und ein schwedisches Bündnisangebot im Jahr 1937 abgelehnt. Am 31. Mai 1939 hatte Deutschland mit Dänemark den deutsch-dänischen Nichtangriffspakt geschlossen. Mit einer Reihe von Nichtangriffsverträgen mit Norwegen und Ostseeanrainern wollte Deutschland einer befürchteten Einkreisung entgehen und den erwarteten Krieg gegen Polen lokal beschränkt halten.
Trotz des Bruchs dieses Pakts durch Deutschland und die deutsche Besetzung am 9. April 1940 setzten König und Regierung diese Politik fort, da der Druck der militärischen Übermacht des Deutschen Reiches, aber auch das kurzfristig aufgebaute Besatzerregime keine andere Wahl ließen. Bereits am selben Vormittag forderte die dänische Regierung, mit den Drohungen der Besatzer im Rücken, in einem gemeinsamen Aufruf das Volk zu einem ruhigen Verhalten und zum Unterlassen jeden Widerstands auf. Im weiteren Verlauf des Tages bildete der Regierungschef eine Große Koalition ohne die schwachen dänischen Nationalsozialisten. Um 19 Uhr wurde das Bündnis im Rahmen einer Sitzung des Folketings umgesetzt.
Die Zeitungen wurden der deutschen Zensur unterworfen und durch den Stab des Reichsbeauftragten eine deutliche NS-Propaganda betrieben. Verantwortlich dafür war SS-Untersturmfuehrer Gustav Meissner im Stab von Renthe-Fink. Für die Aufrechterhaltung der öffentlichen Sicherheit war SS-Oberführer Paul Kantstein, vorheriger Inspekteur der Sicherheitspolizei und des Sicherheitsdienstes der NSDAP (IdS) zuständig. Er erhielt seine Weisungen durch Heinrich Himmler und Reinhard Heydrich direkt. Deshalb war er auch nicht dem Reichsbeauftragten unterstellt. Nur in den ersten Monaten wurde teilweise die gegen die Besatzungsmacht gerichteten Aktivitäten noch durch die dänische Polizei und Justiz unterbunden. Aber bereits im Juni 1940 waren, dem Reichssicherheitshauptamt vergleichbare Strukturen der Gestapo, des Sicherheitsdienstes der NSDAP und deutschen Kriminalpolizei im gesamten Land aufgebaut und im Einsatz. Dänemark musste auch seine bisher eigenständige Außenpolitik an das Deutsche Reich abtreten, diese Aufgaben übernahm aus dem Stab des Reichsbevollmaechtigten der Diplomat Andor Hencke. Weiterhin musste es wirtschaftspolitische Zugeständnisse machen und die Luftschutz-Verdunkelung umsetzen. Die diplomatischen Beziehungen beider Länder blieben offiziell als Makulatur bestehen und Dänemark konnte sie nur nach der Vorgabe des Deutschen Reiches vorerst noch zu Drittstaaten aufrechterhalten. Zu den deutschen Kriegsgegnern, bis auf Großbritannien und später die USA, wurden die diplomatischen Beziehungen hingegen abgebrochen. Entschiedenen Einfluss nahm das Deutsche Reich ab Mai 1941 auf den Abbruch der diplomatischen Beziehungen Dänemarks auf die Sowjetunion.
Am 30. April erließ das dänische Justizministerium eine Meldepflicht für Ausländer. Dies richtete sich insbesondere gegen deutsche NS-Gegner und -Verfolgte, die in den Jahren zuvor nach Dänemark geflohen waren. Viele dieser Personen flohen daraufhin weiter nach Schweden, wenn sie es nicht bereits unmittelbar nach der Besetzung getan hatten. Vom Sommer an lieferte Dänemark verbleibende deutsche Emigranten an das Reich aus.
Ebenfalls im Sommer 1940 setzte mit Billigung der Besatzungsmacht eine Verstärkung der dänischen Polizei ein. Die bis dahin meist unbewaffneten Polizisten wurden mit Pistolen ausgestattet. Bis 1943 verdreifachte sich die Mannstärke der Polizei.
Im Juli 1940 erfolgte eine Umbildung des dänischen Kabinetts. Unter dem Eindruck des deutschen Siegs über Frankreich wurden mehrere Regierungsmitglieder durch ausgesprochen deutschfreundliche Personen ersetzt. Die prägende und später wegen seiner Zusammenarbeit mit den Besatzern auch umstrittenste Gestalt wurde dabei der neue Außenminister Erik Scavenius.
Anfang 1941 verschärfte die dänische Regierung auf Druck der deutschen Besatzungsmacht ihre Gesetze zum Schutz der deutschen Truppen. Vorangegangen war der gescheiterte Versuch dreier dänischer Militärpiloten, auf Umwegen nach Großbritannien auszureisen und sich dem dortigen Militärdienst anzuschließen.
Am 22. Juni 1941, nach dem deutschen Überfall auf die Sowjetunion, wurden einige hundert dänische Kommunisten verhaftet. Sie kamen in das Lager Horserød. Am 20. August wurde die Kommunistische Partei gesetzlich verboten. Die in den Untergrund gezwungenen Kommunisten trugen wesentlich zum Entstehen des dänischen Widerstands bei. Am 24. November trat Dänemark auf massiven deutschen Druck hin dem Antikominternpakt bei. Daraufhin erklärten der Gesandte in London, Eduard Reventlow, und sein Amtskollege in Argentinien, keine Weisungen aus Kopenhagen mehr zu befolgen. Reventlow schloss sich kurz darauf als Funktionsträger dem Dänischen Freiheitsrat an, der pro-alliierten Organisation der Auslandsdänen. Der Pakt mit Deutschland löste auch die ersten größeren besatzungsfeindlichen Proteste aus. Diese wurden wesentlich von konservativen Studentenorganisationen getragen, zogen aber auch Angehörige der übrigen, sehr kleinen widerständischen Zellen an.
Die Regierung lehnte eine Diskriminierung der Juden ab, ebenso die Einführung der Todesstrafe und von Militärgerichten mit Jurisdiktion über Dänen.
Nach dem Tod Staunings im Mai 1942 übernahm zunächst dessen Parteikollege Vilhelm Buhl die Regierung. Als die deutsche Reichsregierung im Herbst 1942 im Zuge der „Telegrammkrise“ zunehmenden Druck ausübte und den Diplomaten Renthe-Fink durch den SS-Mann Werner Best als neuen Reichsbevollmächtigten ersetzte, wurde der bisherige dänische Außenminister Erik Scavenius neuer Staatsminister. Zwar lehnte er eine Zollunion und eine Währungsunion mit Deutschland ab und nahm keine Nationalsozialisten in seine Regierung auf. In der dänischen Bevölkerung und vor allem in widerständischen Kreisen war seine Regierung aber unbeliebt.
Darüber hinaus gab es weitere Faktoren, die im Verlauf des Jahres 1942 die Beziehungen zwischen dänischer Politik und Bevölkerung einerseits und der Besatzungsmacht andererseits verschlechterte: Im Verlauf des Jahres hatten Sabotageakte erheblich zugenommen. Daraufhin erzwang die Besatzungsmacht ein schärferes Vorgehen der dänischen Polizei gegen Widerstandsgruppen. Zudem kam es im September beim ersten Heimatbesuch des SS-Freikorps Danmark zu zahlreichen gewaltsamen Auseinandersetzungen mit der Bevölkerung mit mehreren Todesopfern.
Am 23. März 1943 fand eine Wahl zum Folketing statt, bei der die dänischen Nationalsozialisten etwa 2 % der Stimmen erhielten.
König Christian X. äußerte sich nicht öffentlich zur Besatzung. Allerdings gewährte er bekannten deutschkritischen Persönlichkeiten mehrfach Audienzen, was von Vertretern der Besatzungsmacht auch auf diplomatischem Weg kritisiert wurde. Darüber hinaus wird ihm eine entscheidende Rolle beim Fernhalten der dänischen Nationalsozialisten von einer Regierungsbeteiligung zugeschrieben. Allerdings verletzte sich der König am 19. Oktober 1942 bei einem Sturz vom Pferd schwer und seine Gesundheit blieb anschließend beeinträchtigt, so dass er kaum noch eine aktive politische Rolle spielen konnte.

### Militär

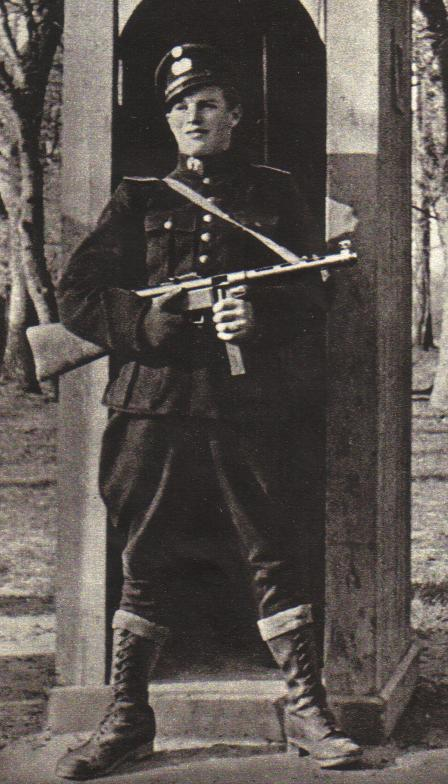
Bewaffneter dänischer Hilfspolizist in HIPO-Uniform

Am 18. April 1940 vereinbarten Generalmajor Kurt Himer als Repräsentant der Wehrmacht und der dänische Generalstabschef Ebbe Gørtz die künftige Struktur der dänischen Streitkräfte. In diesem Rahmen wurde das Heer bis auf 2200 Soldaten und Unteroffiziere sowie 1000 unbewaffnete Arbeitssoldaten demobilisiert. Die Schulen des Heeres wurden nicht auf diese Zahlen angerechnet. Das Offizierskorps blieb mit einer Mannstärke von 1150 größtenteils im Dienst, wurde aber mehrheitlich bei weiterer Besoldung von seinen Aufgaben freigestellt. Räumlich musste sich das dänische Militär auf die Garnisonsstädte Holbæk, Næstved, Randers und Sønderborg beschränken. Dazu kamen eine mit 500 Mann gedeckelte Garnison in Kopenhagen und Wachkompanien in Odense, Viborg und Tondern, die im Bedarfsfall die dänische Polizei unterstützen sollten.
Es wurden keine Einheiten der dänischen Armee in die Wehrmacht integriert. Im Januar 1941 setzte die Wehrmacht nach monatelangen Auseinandersetzungen mit der zivilen Besatzungsverwaltung die Übernahme von jeweils sechs dänischen Torpedo- und Minensuchbooten durch, die allerdings nur zu Ausbildungszwecken genutzt werden sollten.
Die SS stellte das Frikorps Danmark auf; etwa 6000 Nationalsozialisten und Angehörige der deutschen Minderheit meldeten sich. Die dänische Regierung verhinderte die Rekrutierung von Minderjährigen.
Infolge der Telegrammkrise wurde im September 1942 Erich Lüdke als Befehlshaber der deutschen Truppen in Dänemark durch Hermann von Hanneken abgelöst. Dieser ordnete am 10. Oktober die Räumung ganz Jütlands durch die dänischen Truppen an, die aber ihre Mobilmachungsvorräte zurücklassen mussten. Dies sollte die Eröffnung einer Front im Rücken der deutschen Truppen im Fall einer britischen Landung unmöglich machen. Dieser Eingriff in die dänische Souveränität verschlechterte die Stimmung gegenüber der Besatzungsmacht weiter.

### Wirtschaft
Mit der Besetzung Dänemarks brach der Kontakt zum vormals wichtigsten Handelspartner, dem Vereinigten Königreich, komplett weg und Deutschland trat nun an dessen Stelle. Dies war jedoch kein kompletter Bruch mit der vorherigen Wirtschaftspolitik Dänemarks, sondern verstärkte nur die 1934 in einem deutsch-dänischen Handelsabkommen zur genauen Festlegung des jährlichen Warenaustausches begründete Trendwende. Die Produktion sank stark, die Arbeitslosigkeit und die Preise stiegen. Im Winter 1940/41 waren 36 % der Arbeitskräfte ohne Arbeit. 127.000 gingen später, zum großen Teil zwangsweise, nach Deutschland in die Rüstung und das Baugewerbe. In den deutschen Befestigungsbau in Dänemark befohlen, war für weitere 100.000 Menschen Beschäftigung.
Dänemark sollte nun vor allem Waren produzieren, die für Deutschland von besonderem Interesse waren. Im Fokus stand einerseits die Eisen- und Stahlindustrie, andererseits sollte Dänemark eine stärker agrarisch geprägte Wirtschaft entwickeln und immerhin zehn Prozent des deutschen Gesamtbedarfs an Fleisch, Butter und Zucker sowie 90 Prozent des Bedarfs an frischem Fisch liefern. Schon zu Beginn der Besatzung entwarf daher das deutsche Reichsministerium für Ernährung und Landwirtschaft einen Plan für die dänische Landwirtschaft, dessen erklärtes Ziel die Maximierung der Produktion und der Lieferung von Lebensmitteln nach Deutschland war. Maßgeblich unter dem deutschen Staatssekretär Herbert Backe wurde ein System aufgebaut, in dem die Bauern, ihre Organisationen und die dänische Gesellschaft im Allgemeinen aus ihrem eigenen Interesse heraus die Produktion und die Exporte nach Deutschland erhöhten. Der dadurch verursachte Preisanstieg in Dänemark bei Abschaffung der Lohnindexierung und dem Zurückdrehen der Sozialreformen von 1933 verschlechterte die Lebensbedingungen von Arbeitern und Angestellten.
Im deutsch-dänischen Ausschuss für Handelsabkommen wurde darüber hinaus eine Vereinbarung über dänische Leiharbeiter in Deutschland getroffen. Bis 1941 wurden insgesamt 64.000 dänische Staatsbürger angeworben.
Im August 1940 scheiterten Verhandlungen über eine deutsch-dänische Wirtschaftsunion an der Ablehnung durch die dänische Regierung. Hauptgrund dabei war, die im Vertragsentwurf enthaltene sofortige Einführung der deutschen Reichsmark als Währung. Relativ schnell erkannte die dänische Seite, dass darin ein entscheidender Schritt gelegen hätte, die dänische Souveränität zu beseitigen. Nach Bewusstwerden dieser Falle setzten einzelne Kabinettsmitglieder auf eine Taktik des Ausbremsens und brachten schließlich im August 1940 diese Zielstellung zu Fall. Zusätzlich kann vermutet werden, dass der deutschkritische Handelsminister John Christmas Møller die zunächst geheim geführten Verhandlungen absichtlich durch die Weitergabe von Informationen torpedierte. Entsprechende Flugblätter und Kettenbriefe warnten vor einer Gefährdung der staatlichen Souveränität und erzeugten somit öffentlichen Druck gegen das Abkommen.
Da sehr viel deutsches Militärgeld im Umlauf war, kam es zu einer starken Inflation der Landeswährung. Im Sommer 1940 wurden Verhandlungen über eine deutsch-dänische Zoll- und Handelsunion geführt. Der dänische Außenminister Erik Scavenius hoffte auf einen festen Wechselkurs zwischen der dänischen Krone und der Reichsmark, während die deutsche Verhandlungsseite die deutsche Reichsmark auch hier als alleiniges Zahlungsmittel in Dänemark einführen wollte. Die Verhandlungen wurden von dänischer Seite abgebrochen. Scavenius wollte unter dem Eindruck deutscher Siege Dänemark eine gute Position in der für nach dem Krieg zu erwartenden Neuordnung Europas sichern.
Nach dem Überfall auf die Sowjetunion wollten die dänischen Baufirmen an Aufträgen im Osten verdienen und es gelang auch, von den Sowjets im Baltikum enteignete dänische Fabriken wieder in Besitz zu nehmen.

### Kultur
Für die Jahre 1940 bis 1942 lässt sich ein Erstarken des dänischen Nationalismus feststellen. Anders als von der deutschen Besatzungsmacht erhofft und befördert, entstand jedoch kein „völkisch-germanisches“ Selbstverständnis. Vielmehr wurde der moderne dänische Staat zum Bezugspunkt. Dadurch gewann auch König Christian X., der bislang wenig beliebt gewesen war, ein hohes Maß an Popularität. Dies galt insbesondere für seine zuvor wenig beachteten morgendlichen Ausritte durch Kopenhagen. Die Geburt seiner Enkelin Margrethe am 16. April 1940 und insbesondere Christians 70. Geburtstag am 26. September wurden zu großen Volksfesten.
Im Sommer 1940 kam die Allsang-Bewegung auf, die ähnlich auch in anderen skandinavischen Ländern bekannt ist, und das gemeinsame Singen von Volksliedern und vaterländischem Liedgut in den Mittelpunkt stellt. Bei einer Veranstaltung am 1. September mit Rundkfunkübertragung erreichte sie 750.000 Teilnehmer an verschiedenen Orten im Land.
Es erschienen zahlreiche Bücher, die sich wissenschaftlich als auch belletristisch mit Ereignissen der dänischen Geschichte auseinandersetzten.
Der im Herbst 1940 als Dachverband verschiedener Jugendorganisationen gegründete Dansk Ungdoms Samvirke richtete sich ausdrücklich gegen Versuche nationalsozialistischer Kreise, Einfluss auf die dänische Jugend zu gewinnen.
Einen Gegenpol bildete die deutsch-dänische Vereinigung, die im August 1940 gegründet wurde. Sie diente als Gesprächsforum zwischen Vertretern der Besatzungsverwaltung, des Militärs und deutschen Gästen auf der einen sowie dänischen Verwaltungs-, Wirtschafts- und Kulturvertretern auf der anderen Seite.

## Besatzungszeit 1943–1945

### Wachsende Spannungen

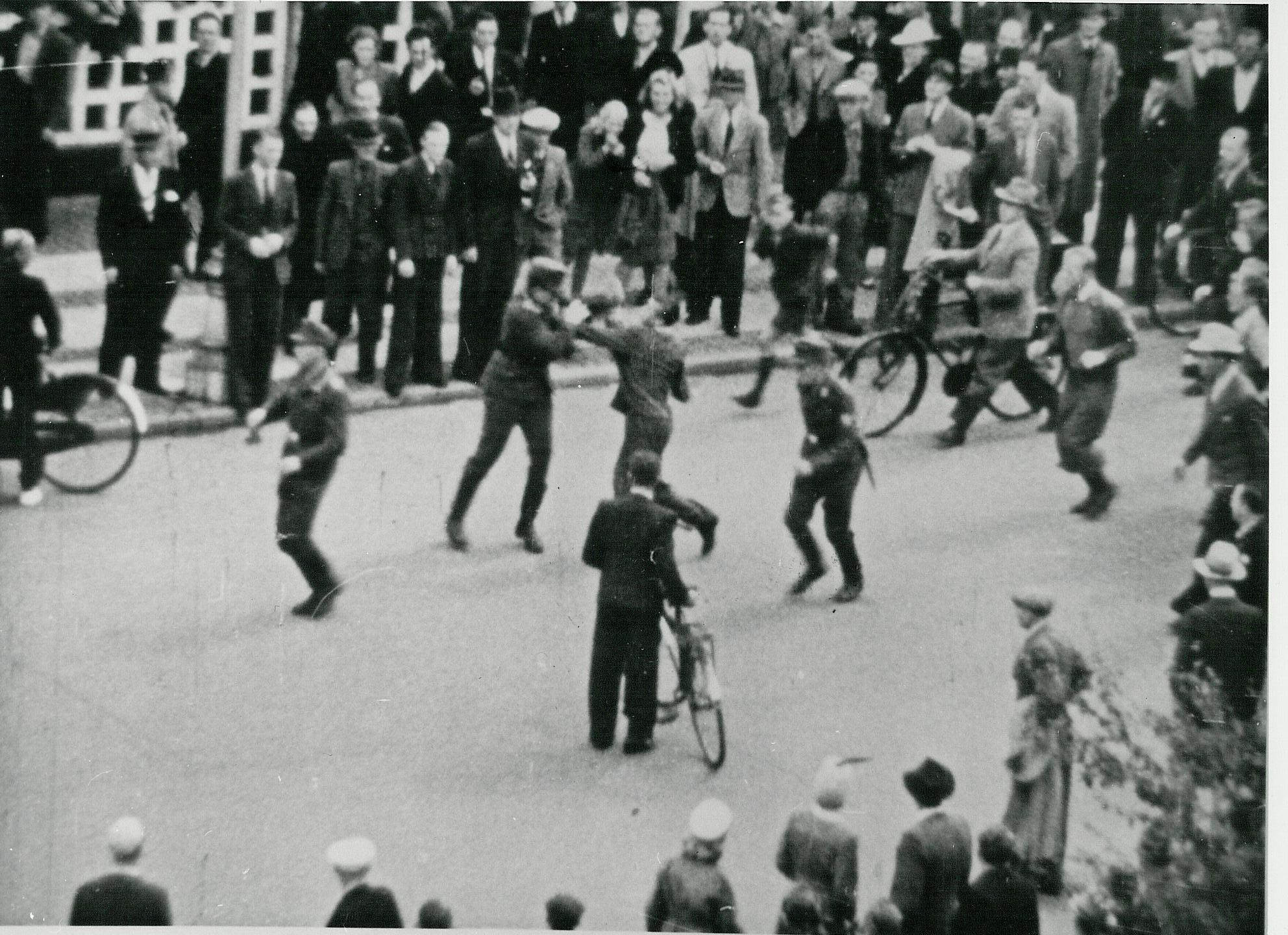
Deutsche Soldaten im Konflikt mit der Bevölkerung, Aalborg, August 1943

Das Jahr 1943 brachte nicht nur die endgültige Kriegswende gegen die Achsenmächte, sondern auch einen verbreiteten Stimmungsumschwung der dänischen Bevölkerung gegen die Besatzungsmacht, der auf mehreren Faktoren beruhte: Die Sabotagebewegung verstärkte sich; in der Folge verschärfte die Besatzungsmacht ihre Gegenmaßnahmen und nahm dadurch in höherem Maß einen störenden Einfluss auf das Alltagsleben vieler Dänen. Zudem wurde eine deutsche Niederlage nach den verlorenen Schlachten von El Alamein und Stalingrad immer wahrscheinlicher, was Widerstand erfolgversprechender und erstrebenswerter mit Blick auf die politische Lage nach Kriegsende werden ließ. Dieser Eindruck verstärkte sich im Jahresverlauf mit der alliierten Landung auf Sizilien, dem folgenden Sturz Benito Mussolinis und den ersten Erfolgen des Italienfeldzugs sowie mit der misslungenen deutschen Offensive bei Kursk und den schweren Luftangriffen auf Hamburg.
Am 27. Januar 1943 kam es zu einem ersten britischen Luftangriff auf dänisches Gebiet gegen die Werft Burmeister & Wain im Kopenhagener Stadtteil Christianshavn. Dieser wurde in der Bevölkerung aber mehrheitlich begrüßt und demonstrierte die Grenzen der deutschen Militärmacht im Land.
Die Parlamentswahl am 23. März brachte eine breite Bestätigung für die mit den Deutschen zusammenarbeitende Regierung und damit kaum politische Veränderungen. Die dem Widerstand nahestehende nationalkonservative Partei Dansk Samling zog zwar in den Reichstag ein, spielte mit drei Abgeordneten eine kaum wahrnehmbare Rolle.

### Operation Safari
Die Augustrevolte, Sabotage und Widerstand gegen die Staatsgewalt seitens des dänischen Widerstands sowie deutsche Reaktionen darauf führten zu einer Verschärfung der Lage im Land, auf die Ende August auch die unmittelbare Umgebung Adolf Hitlers aufmerksam wurde. Entscheidend dürfte dabei die Rückkehr des Filmemachers Walter Frentz, der direkten Zugang zu Hitler hatte, von einer Dänemarkreise gewesen sein. Das Oberkommando der Wehrmacht (OKW) begann am 23. August mit der konkreten Ausarbeitung von Plänen zur Entwaffnung der verbleibenden dänischen Streitkräfte. Best wurde für den 24. August in das Führerhauptquartier Wolfsschanze zitiert. Dort konfrontierte ihn Außenminister Joachim von Ribbentrop mit heftigen Vorwürfen. Hitler, der vor allem darüber erbost war, dass deutsche Offiziere von dänischen Zivilisten Prügel bezogen hatten, verweigerte Best eine Unterredung. Am 26. August erging durch das OKW der Befehl zur Operation Safari, wie die geplante Entwaffnung der dänischen Streitkräfte genannt wurde. In der folgenden Nacht erhielt Best von Ribbentrop die Anweisung, der dänischen Regierung ein unannehmbares Ultimatum zu stellen, um so einen Anlass für die Operation zu erhalten.
Der inzwischen nach Kopenhagen zurückgekehrte Best bestellte am Morgen des 28. August Staatsminister Scavenius ein und teilte ihm die deutschen Forderungen mit: Es wurden ein Versammlungs- und Streikverbot, die Einführung einer Ausgangssperre, Pressezensur mit deutscher Beteiligung, Militärgerichte und die Todesstrafe gefordert. Für die Annahme wurde ein Ultimatum bis 16 Uhr des gleichen Tages gestellt. Im Verlauf des Tages traf ein Großteil der 25. Panzer-Division während der Verlegung von Norwegen nach Frankreich in Dänemark ein. Die dänische Regierung lehnte das Ultimatum nach Rücksprache mit den Fraktionsführern des Parlaments und mit dem König um 15.45 Uhr ab. Am Abend vollführte die 25. Panzerdivision eine Parade durch Kopenhagen.
Am 29. August um 4 Uhr überreichte ein Vertreter des deutschen Militärbefehlshabers General H. v. Hanneken einen Brief an Scavenius, dem zufolge mit sofortiger Wirkung der „militärische Ausnahmezustand“ über das gesamte Land verhängt wurde. Damit gehe die Regierungsgewalt an die deutsche Militärverwaltung über, die Befugnisse der dänischen Regierung würden enden. Die deutsche Militärverwaltung befahl die Entwaffnung und Auflösung der dänischen Armee. Das Parlament durfte nicht mehr tagen; die Staatssekretäre der Ministerien übernahmen die Führung der Regierungsgeschäfte.
Die deutsche Polizeiaktion hatte bereits zuvor begonnen: 274 Personen, die der Unterstützung des Widerstands verdächtigt wurden, wurden im Verlauf der Nacht verhaftet. Um 3 Uhr besetzten deutsche Polizeieinheiten das Lager Horserød. Dabei gelang jedoch 94 der rund 250 dort gefangenen Kommunisten die Flucht. Die beteiligten deutschen Militäreinheiten setzten sich kurz nach Mitternacht in Bewegung. Zu ersten Kampfhandlungen kam es um Schloss Sorgenfri, wo sich der dänische König aufhielt. Die deutschen Truppen kreisten das Schloss um 3 Uhr ein und gingen kurz vor 4 Uhr zum Überfall über. Die 16 anwesenden Mitglieder der königlichen Leibwache leisteten Widerstand, bis Christian X. um 4:15 Uhr die Einstellung des Widerstands befahl.
Als gegen 4 Uhr auch im übrigen Land die Angriffe auf dänische Militäreinrichtungen begannen, verteidigten sich vor allem die Garnisonen in Kopenhagen, Næstved, Nyborg und Odense, bevor sie sich der feindlichen Übermacht ergaben. In Holbæk bezog die örtliche Garnison Verteidigungsstellungen um den Ort, wurde aber zurückbeordert, nachdem Nachricht von der Kapitulation an anderen Orten eingetroffen war. Eine Artilleriebatterie desertierte daraufhin und setzte mit Fischerbooten nach Schweden über. Dort bildete sie den Kern der späteren Danska brigaden. Nach der Einstellung des Widerstands wurde die dänische Armee entwaffnet und es kam zur Selbstversenkung der dänischen Flotte.
Um 6 Uhr waren die dänischen Truppen in Kopenhagen entwaffnet. Als letzte militärische Einrichtung wurde um 18 Uhr die Küstenbatterie Lynæs nahe Hundested besetzt. Beide Kontrahenten erlitten höhere Verluste als bei der Besetzung Dänemarks 1940: Auf dänischer Seite fielen 24 Soldaten, 56 wurden verwundet. Die deutsche Seite bilanzierte fünf Gefallene und 59 Verwundete. Die Offiziere der dänischen Armee wurden vorübergehend interniert.
Im Namen Hannekens wurde der militärische Ausnahmezustand am Morgen des 29. August öffentlich bekannt gemacht. Er befahl Beamten und öffentlichen Angestellten die Fortführung ihres Dienstes und unterstellte sie deutschen Aufsichtspersonen, verbot Versammlungen und Streiks, ordnete eine nächtliche Ausgangssperre an und untersagte die Benutzung von Post, Telegrafen und Telefon. Zudem verhängte er das Standrecht. Kopenhagen selbst befand sich im Belagerungszustand.
Die dänische Regierung erkannte ihre Abberufung durch die deutsche Militärverwaltung nicht an, da nur der König sie entlassen könne. Diese Rechtsposition teilte der deutsche Bevollmächtigte Best. Im Verlauf des 29. Augusts bot die Regierung Christian X. ihren Rücktritt an, den dieser nicht annahm. Dennoch zogen die Minister sich aus ihren aktiven Rollen zurück. Die Arbeit der Ministerien wurden fortan von den Staatssekretären gesteuert. Die Minister blieben als inoffizielle Berater aktiv und führten weiter Gespräche mit den politischen Parteien des Landes. Die nun offene, stark das Alltagsleben einschränkende Fremdherrschaft führte dazu, dass sich vom Herbst 1943 an zunehmend auch politisch gemäßigte Dänen dem aktiven Widerstand gegen die Besatzungsmacht anschlossen, der bis dahin vor allem von kommunistischen und nationalistischen Gruppen getragen worden war.
Nach rund einer Woche wurden bis auf 100 Personen alle Zivilinternierten der Operation Safari wieder freigelassen. Auch die dänischen Offiziere folgten am 6. Oktober als der Ausnahmezustand endete. Anfang Oktober wurden die noch anwesenden Kommunisten aus dem Lager Holbæk in das KZ Stutthof nach Deutschland deportiert, die verbliebenen Zivilinternierten blieben dort gefangen. Ihre Freilassung folgte sukzessive bis Ende November.
Kurz nach der offiziellen Auflösung der Armee bildeten einige Generalstabsoffiziere den sogenannten „Kleinen Generalstab“ sowie weitere Offiziere insbesondere im Raum Kopenhagen „O-Gruppen“. Diese sollten im Untergrund den Aufbau einer illegalen Armee vorbereiten. Dabei nutzten sie die zivilen Strukturen des Verteidigungsministeriums, die weiter für die Soldzahlungen an die Berufssoldaten bestanden.

### Terror und Gegenterror

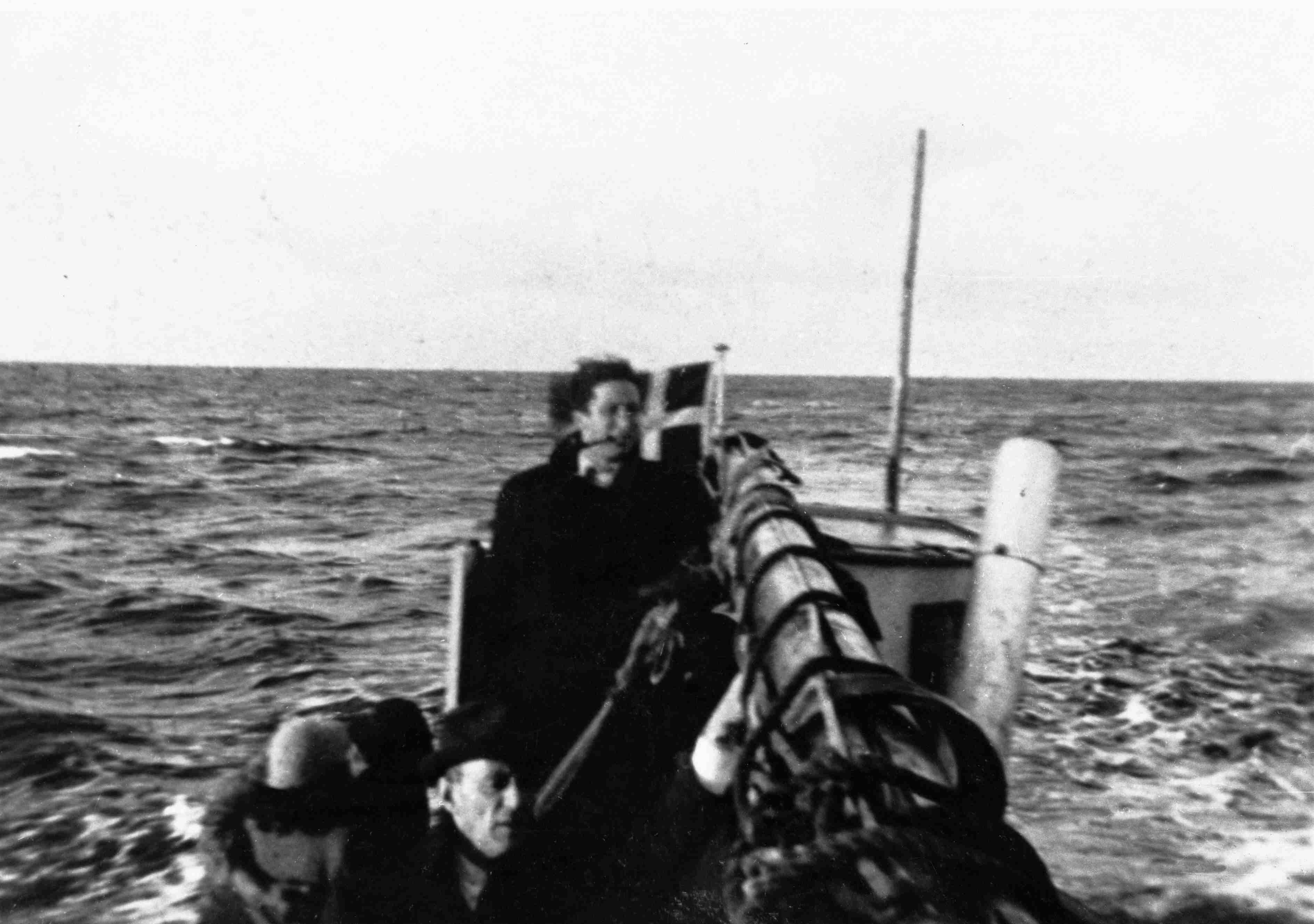
Boot mit Juden bei der Überfahrt von Falster nach Ystad in Schweden, 1943

Die für den 2. Oktober 1943 von den Deutschen geplante Deportation der dänischen Juden wurde durch eine einzigartige Rettungsaktion durchkreuzt: Helfer mit Schiffen und Booten brachten 7000 Juden nach Schweden ins Exil. Weil bei der Judenrazzia nicht genug Juden ergriffen worden waren, wurden 150 im Lager Horserød internierte Kommunisten mit in das deutsche Konzentrationslager Stutthof deportiert. In deutsche Hände fielen knapp 500 Juden und wurden ins KZ Theresienstadt verschleppt, überlebten aber bis auf 50 Personen dank des anhaltenden Protests der dänischen Regierung den Krieg.
Im September und Oktober 1943 baute die Besatzungsmacht ihre Polizei- und Geheimdienststrukturen aus. Nach dem aus deutscher Sicht wenig erfolgreichen Vorgehen gegen die Juden standen insbesondere der Sicherheitsdienst des Reichsführers SS (SD) und die Geheime Staatspolizei (Gestapo) zum Kampf gegen den dänischen Widerstand zur Verfügung. Zugleich steigerte auch der Widerstand seine Aktivitäten, nachdem der Ausnahmezustand geendet hatte. In der Folgezeit gelangen der einen Seite Festnahmen und der anderen wirkungsvolle Operationen, bei denen am Ende des Jahres unter anderem der Zugverkehr in Richtung Norwegen für zwölf Tage unterbrochen wurde. Die deutschen Stellen leiteten daraufhin nach direkter Intervention aus dem Führerhauptquartier zum Jahresanfang 1944 Terrormaßnahmen gegen exponierte Besatzungskritiker und gegen die Zivilbevölkerung ein.
Am 5. Juni lehnte es die dänische Politik, vertreten durch Justizstaatssekretär Eivind Larsen, nach fast einjährigen Verhandlungen ab, die Polizei weiterhin zur Sabotageabwehr und zur Bewachung gefährdeter Anlagen zur Verfügung zu stellen. Zudem wurden den Deutschen geheime Pläne der dänischen Politik bekannt, nach denen im Fall einer alliierten Landung die Polizei durch Reservisten und Freiwillige zu einer im Rücken der deutschen Truppen operierenden Armee aufwachsen sollte. Insbesondere die rund 10.000 Mann starke Ordnungspolizei, die über leichte Infanteriewaffen verfügte, weckte den Argwohn. Angesichts dieser Pläne und der für sie unbefriedigend verlaufenden Verhandlungen über die Unterstützung durch die Polizei starten die Deutschen am 26. Mai die „Polizeimeisteraktion“. Mehrere führende Beamte der dänischen Polizei wurden dabei verhaftet. In diesem Rahmen leistete der Leiter der Grenzgendarmerie, Svend Paludan-Müller, erheblichen Widerstand. Als ihn die Gestapo um 5:30 Uhr morgens in seinem Privathaus verhaften wollte, schoss er einen Soldaten nieder, lieferte sich ein Feuergefecht mit dem restlichen Verhaftungstrupp und starb schließlich in den brennenden Trümmern des Hauses. Dieser Vorgang erregte in der dänischen Öffentlichkeit erhebliches Aufsehen.
Nach der Landung in der Normandie 1944 blockierte der dänische Widerstand mehrfach die Dänischen Staatsbahnen, so dass die Transporte deutscher Truppen nach Frankreich verzögert wurden.

### Volksstreik
Die Nachrichten vom erfolgreichen Vorgehen der Alliierten in Frankreich und die zunehmende Intensität im Kampf zwischen Widerstand und Besatzungsmacht heizten im Sommer 1944 die Stimmung in der Öffentlichkeit an. Zur Eskalation kam es, nachdem die Deutschen am 25. Juni wegen Sabotageakten eine nächtliche Ausgangssperre über Kopenhagen verhängt hatten. Dies wurde angesichts hoher sommerlicher Temperaturen als besonders belastend empfunden. Am 26. Juni verließ ein großer Teil der Arbeiter der Werft Burmeister & Wain seine Arbeitsstätten bereits um 14 Uhr. Ziel dieser mit den Gewerkschaften abgesprochenen Aktion war es, die Zeit für private Erledigungen zurückzuholen, die durch die Ausgangssperre am Abend fehlte. Unter dem Eindruck dieser Aktion wurde das Untergrundnetzwerk der kommunistischen Partei aktiv und propagierte über seine Vertrauensleute in zahlreichen Betrieben eine ähnliche Handhabung für 12 Uhr des Folgetags. Am Abend des 26. Juni versammelten sich um 20 Uhr Menschen in mehreren Kopenhagener Stadtteilen auf den Straßen und brachen so demonstrativ die Ausgangssperre. Nachdem die dänische Polizei die Gruppen nicht dauerhaft zerstreuen konnte, rückten um 21 Uhr deutsche Polizeistreifen an und setzten auch Schusswaffen gegen die Menschenmenge ein. Diese reagierte mit dem Bau von Barrikaden. Bis 23 Uhr kam es zu Straßenschlachten, bei denen zehn Zivilisten getötet und 46 durch Schüsse verletzt wurden. Es waren die bis dahin schwersten Auseinandersetzungen während der Besatzungszeit.
Am 27. Juni verließen in mehreren großen Fabriken Kopenhagens rund 23.000 Menschen ihre Arbeitsplätze. Die Straßenschlachten am Abend blieben mit drei Toten und 13 Verletzten im geringeren Rahmen. Am folgenden Tag wuchs die Streikbeteiligung auf rund 80.000 Menschen an, rund die Hälfte der Kopenhagener Arbeiterschaft. Am Abend machten die Deutschen erste Zugeständnisse, indem sie den Beginn der Ausgangssperre von 20 auf 23 Uhr verlegten. Am Abend weiteten sich die Zusammenkünfte der Bevölkerung auf nahezu das gesamte Stadtgebiet an. Feuer wurden entzündet. Nach 23 Uhr kam es zu vereinzelten gewaltsamen Auseinandersetzungen. Am 29. Juni halbierte sich die Streikbeteiligung in etwa und am Abend schienen auch die Demonstrationen abzuflauen. Als jedoch Demonstranten Straßenbahnen zum Entgleisen brachten, setzten die Deutschen erstmals neben der Polizei auch die Wehrmacht ein.
Am 30. Juni trat daraufhin die Frühschicht der Kopenhagener Straßenbahn in den Streik. In den folgenden Stunden stellte auch das Personal des Hauptbahnhofs, der Telefonvermittlung und nachfolgend praktisch aller Unternehmen die Arbeit ein. Dazu beigetragen haben dürften auch die Berichte der Morgenpresse über die Hinrichtung zahlreicher Mitglieder der Hvidsten-Widerstandsgruppe. Im Verlauf des Vormittags errichtete die Bevölkerung erneut Barrikaden. Daraufhin zogen an strategisch wichtigen Punkten der Stadt deutsche Truppen mit Maschinengewehren und leichten Geschützen auf. Die Aufständischen richteten ihre Aktionen inzwischen verstärkt gegen Einzelhandelsgeschäfte und Fabriken, deren Inhaber der Kollaboration mit den Deutschen beschuldigt wurden. So wurden ein Warenhaus und drei Bekleidungsfabriken, die Uniformen für die Wehrmacht herstellten, niedergebrannt. Von 17 Uhr an beschossen die deutschen Truppen die Aufständischen, teils mit Geschützen. 29 Menschen starben, mindestens 180 wurden verletzt. Teile der Bevölkerung waren zu diesem Zeitpunkt bereits in die Außenbezirke der Stadt geflohen.
Angesichts der Militärpräsenz brach die Demonstrationsbewegung daraufhin zusammen, der Generalstreik ging aber weiter. Am 30. Juni unterbrachen deutsche Truppen die Versorgung Kopenhagens mit Strom, Gas und Wasser. Am folgenden Morgen überflogen Kampfflugzeuge die Stadt. Deutsche Soldaten, die inzwischen durch Panzer und Artillerie verstärkt wurden, zwangen Passanten, die verbleibenden Barrikaden zu entfernen. Um 12 Uhr verhängte die Wehrmachtsführung den militärischen Ausnahmezustand über die dänische Hauptstadt und riegelte sie mit einem Belagerungsring gegen jeden Verkehr ab. Parallele Verhandlungen zwischen Besatzungsmacht und dänischer Regierung blieben ergebnislos. Es kam zu Solidaritätsstreiks in anderen nordseeländischen Städten. Am 1. Juli flammten die Aufstände wieder auf und wurden von der Besatzungsmacht unter anderem mit Panzern niedergeschlagen. 34 Tote und 156 Verwundete waren die Bilanz des Tages.
Der Streik führte auch dazu, dass die Besatzungsverwaltung auf direkten Befehl Hitlers die juristische Verfolgung des dänischen Widerstands einstellte und nur noch mit den terroristischen Mitteln der Petergruppe gegen diesen vorgehen bzw. deutsche Truppen und Polizeidienste Saboteure sofort umbringen sollten. Best persönlich wurde wegen seines Rückgriff auf juristische und damit öffentlich bekannt gewordene Mittel für den Streik in Dänemark verantwortlich gemacht.
Auch wegen des Drucks aus dem Reich gab sich Best am Nachmittag des 1. Juli wesentlich verhandlungsbereiter gegenüber den Vertretern der Dänen. Am 2. Juli kam es nur noch zu vereinzelten Demonstrationen und Beschießungen durch deutsche Truppen und dänische Hilfseinheiten. Während ein Aufruf des Freiheitsrats vom Morgen die Auflösung des Schalburg-Korps zur Bedingung für das Ende des Streiks machte, verkündete die dänische politische Führung am Nachmittag einen Kompromiss mit der Besatzungsmacht, nach dem eine Wiederherstellung der Versorgung die einzige Bedingung für die erneute Aufnahme der Arbeit sein sollte. Um 19:30 Uhr wurde die Stromversorgung wiederhergestellt. Am 3. Juli, einem Montag, lief der Bahnverkehr im Verlauf des Vormittags wieder an. Die Arbeiter in den meisten Betrieben beschlossen aber in kurzen Versammlungen eine Fortsetzung des Streiks. Best versprach daraufhin seinen dänischen Verhandlungspartnern, dass die Wehrmacht sich in Zukunft in der Öffentlichkeit zurückhalten werde und das Schalburg-Korps überhaupt nicht mehr in Uniform im Straßenbild präsent sein sollte. Daraufhin riefen dänische Politiker am Abend im Radio für den folgenden Tag zur Wiederaufnahme der Arbeit auf. Es folgte ein ähnlicher Aufruf des Freiheitsrats, der von den Politikern während der Verhandlungen mit den Deutschen konsultiert worden war.
Am 5. Juli nahmen praktisch alle Arbeiter wieder ihre Tätigkeit auf. Am 9. Juli hob die Besatzungsmacht die Ausgangssperre vollständig auf, am 11. Juli wurde das Schalburg-Korps an einen Standort außerhalb Kopenhagens verlegt. Eine politische Folge war das gewachsene Gewicht des Freiheitsrats als Spitzengremium der Widerstandsbewegung, da sich gezeigt hatte, dass dessen Aufrufe in der Bevölkerung stärker befolgt wurden als die der offiziellen Politik. Politik und Freiheitsrat etablierten daraufhin im Spätsommer einen Kontaktausschuss, in dem künftige Verhandlungen einen festen Rahmen fanden. Auf dänischer Seite waren während des Volksstreiks mindestens 87 Menschen zu Tode gekommen, rund 475 wurden verletzt.
Die Rumpfregierung versuchte ebenfalls im Sommer 1944 vergebens, die Deportierung dänischer Staatsbürger durch die Einrichtung des Internierungslagers Frøslev zu verhindern. Das am 14. August eröffnete Lager wurde später von der Besatzungsmacht als Polizeigefangenenlager Fröslev übernommen. Beginnend mit dem 15. September wurden ungefähr 1200 Insassen in Konzentrationslager in Deutschland deportiert.
Vom 1. August an mussten alle Dänen ab 15 Jahren Legitimationskarten mit sich führen. Das war zuvor nur in besonderen Sicherheitszonen vorgeschrieben gewesen.

### Operation Möwe
Das Misstrauen der Deutschen gegen die dänische Polizei, das sich bereits im Mai 1944 in der „Polizeimeisteraktion“ niedergeschlagen hatte, verstärkte sich nach dem durch Heinrich Himmler als zu lasch bewerteten Vorgehen gegen den Volksstreik und nach dem Übergang der Pariser Polizei zum Widerstand weiter. Pancke und von Hanneken folgten dem Druck des Reichsfuehrers der SS und versuchten im Alleingang ab Juli, die dänische Polizei zumindest erheblich zu verkleinern, stießen dabei aber auf den energischen Widerstand Bests. Ohne sein Wissen, nur der Weisung Himmlers folgend, entwickelten sie bis Anfang Dezember einen Plan, der eine Überführung von Teilen der dänischen Ordnungspolizei in Geiselhaft vorsah sowie die Auflösung der paramilitärischen Grenzgendarmerie, die aber nur 337 Mann stark war. Pancke und von Hanneken gingen davon aus, dass die freien Ordnungspolizisten zum Schutz ihrer inhaftierten Kollegen weiter Dienst tun würden. Die Kriminalpolizei sowie die Königswacht, eine zur Bewachung der königlichen Schlössern abgestellte Polizeieinheit, waren von vornherein von den Überlegungen ausgenommen. Pancke erwirkte einen Führerbefehl mit dem Datum 12. September zur Durchführung des Operation Möwe getauften Plans, wobei Hitler anordnete, dass das Vorhaben Best gegenüber geheim bleiben müsse. Ziel war, alle führenden Dänischen Polizeikräfte im KZ Buchenwald zu internieren.
Um 8.05 Uhr am 19. September erhielten die Dienststellen von Sicherheitspolizei und SD per Fernschreiber das Codewort „Möwe“ und öffneten daraufhin die versiegelten Befehle. Best wurde zu diesem Zeitpunkt während einer Inspektionsreise persönlich von Hanneken informiert. Kurz nach 10 Uhr kreiste die deutsche Sicherheitspolizei das Kopenhagener Polizeihauptquartier ein und richtete Geschütze auf das Gebäude. Kurz nach 10.30 Uhr wurden im Dagmarhaus, dem Sitz der deutschen Besatzungsverwaltung, der dänische und der Kopenhagener Polizeichef sowie Justizstaatssekretär Eivind Larsen festgenommen, die zu einer Besprechung einbestellt worden waren. Um 11 Uhr wurde ein landesweiter Luftalarm ausgelöst, der den in Stellung gegangenen deutschen Kräften als Signal zum Losschlagen diente. Das Polizeihauptquartier wurde von den zu diesem Zweck in SS-Uniform auftretenden Mitgliedern der Petergruppe und nachfolgenden Polizeisoldaten gestürmt. Im Verlauf des Tages wurden die Mitglieder der Ordnungspolizei ausgesondert und auf einem Schiff im Kopenhagener Hafen interniert. Die Angehörigen der Polizei und der Grenzgendarmerie ergaben sich in der Regel kampflos den weit überlegenen deutschen Kräften. Die 291 festgenommenen Grenzgendarmen wurden in das Internierungslager Frøslev gebracht.
Die größte Kampfhandlung ging aus einem Missverständnis hervor: Nachdem die 56 in Schloss Amalienborg anwesenden Mitglieder der Königswacht vom deutschen Vorgehen gegen die dänische Polizei erfahren hatten, errichteten sie mit spontaner Hilfe durch Zivilisten Barrikaden auf dem Schlossplatz und bezogen Verteidigungsstellungen. Kurz nach 12.30 Uhr marschierte ein Zug deutsche Marinesoldaten auf den Schlossplatz zu, weil er sich auf dem Weg zum örtlichen Marinehauptquartier verlaufen hatte. Als sie die Barrikaden bemerkten, versuchten sie die Hindernisse zu durchbrechen. Die dänischen Polizisten eröffneten das Feuer und fünf deutsche Soldaten fielen. In den folgenden zwei Stunden führten die zwischenzeitig verstärkten Marinetruppen mehrere Angriffe auf das Schloss aus, zuletzt unterstützt durch eine Maschinenkanone eines in der Nähe liegenden deutschen Schiffes. Die Verteidiger schlugen alle Sturmversuche zurück. Um 14.40 Uhr gelang es Pancke über ein Telefonat mit einem Vertreter des dänischen Außenamts, das Missverständnis zu bereinigen. Kurz darauf wurden die Kampfhandlungen eingestellt. Elf deutsche Soldaten waren dabei getötet, vier dänische Polizisten und mehrere Zivilisten verwundet worden.
In der Folge der Operation Möwe wurden 2235 Polizisten in die Konzentrationslager Neuengamme und Buchenwald deportiert (siehe Deportation der dänischen Polizisten).
Kurz nach der Operation kam es zu weitgehend ergebnislosen Proteststreiks. Best bot drei Tage später Hitler seinen Rücktritt an, was dieser ablehnte.
In der anschließenden „polizeilosen Zeit“ kam es zu einer Welle unpolitischer Straftaten wie Raub, Diebstahl und ausgedehntem Schwarzhandel. Viele Städte beriefen im Oktober 1944 kommunale Wachdienste ein, die unbewaffnet Streife gingen, aber gegen bewaffnete und entschlossene Kriminelle nichts ausrichten konnten. Im November genehmigte die Besatzungsmacht eine kleine bewaffnete Ermittlungstruppe der Kopenhagener Staatsanwaltschaft. Die im Land verbleibenden rund 7000 dänischen Polizisten verweigerten größtenteils den Dienst. Viele von ihnen folgten aber einem Aufruf des Freiheitsrats vom 22. September und formierten sich zur Untergrundpolizei. Diese ging in den folgenden Monaten so weit wie möglich gegen Alltagskriminalität vor, fügte sich aber auch in die wachsende Untergrundarmee ein und bereitete eine strafrechtliche Verfolgung von Kollaborateuren für die Nachkriegszeit vor.
Die Deutschen stellten aus dem Nachrichtendienst des Schalburg-Korps die Hilfspolizei in Dänemark, die bis Kriegsende eine Stärke von rund 700 Mann erreichte. Die Hilfspolizei ging allerdings kaum gegen die allgemeine Kriminalität vor, sondern verfolgte vor allem Untergrundtätigkeit gegen die Besatzungsmacht, teils unter erheblichen Übergriffen gegen Unbeteiligte.

### Kriegsende
Von Ende September an verschärfte die deutsche Besatzungsmacht ihr Vorgehen gegen den dänischen Widerstand. So wurden mehrfach Privathäuser gesprengt, von denen mutmaßlich Widerstandsakte ausgegangen waren. Dies erfolgte, im Gegensatz zum ebenfalls weiter betriebenen „Gegenterror“ durch uniformierte Vertreter des deutschen Militärs.
Im November begannen intensive Verhandlungen zwischen Vertretern des Widerstands und der Regierung, um die Nachkriegsordnung Dänemarks vorzubereiten. Parallel nahmen die Anschlagsaktivitäten und die deutsche Vergeltung zu. Die Widerstandsbewegung wurde von der britischen Militärführung zunehmend strategisch in direktem Bezug zur sich schnell ändernden Kriegslage eingesetzt.
Auf deutscher Seite wurde von Hanneken am 27. Januar 1945 als Wehrmachtsbefehlshaber in Dänemark abgesetzt. Sein Nachfolger wurde Generaloberst Georg Lindemann, der vom 5. Februar an im Land anwesend war. In den noch verbleibenden Monaten seines Wirkens versuchte er ein striktes militärisches Besatzungsregime durchzusetzen, verzichtete aber, soweit von ihm beeinflussbar, auf polizeiliche und geheimdienstliche Methoden. So wurden wieder offizielle Todesurteile gegen Saboteure verhängt.
Vom 3. Februar an war John Christmas Møller, der Anführer der Exildänen, in Stockholm anwesend und führte dort Verhandlungen mit Vertretern der dänischen Regierung und des organisierten Widerstands, um die Nachkriegsordnung des Landes zu gestalten. Mitte Februar nahm Graf Folke Bernadotte, Vizepräsident des Schwedischen roten Kreuzes, Verhandlungen mit Deutschland über die skandinavischen und damit auch dänischen Häftlinge im deutschen Gewahrsam auf und erreichte Erleichterungen für diese. In den folgenden Wochen setzte er schließlich die Rettungsaktion der Weißen Busse durch, mit der vom 12. März an und in den folgenden Wochen zahlreiche skandinavischen Häftlinge aus den Konzentrationslagern gerettet wurden.
Die Führung von Widerstand und Untergrundarmee im Raum Kopenhagen war Ende Februar von der Gestapo nahezu vollständig festgenommen worden. Als Vergeltung und zur Befreiung einiger Gefangener führte die Royal Air Force am 21. März den Luftangriff auf die Gestapozentrale Kopenhagen aus.
Auch im bislang relativ wenig von Kriegsfolgen betroffenen Dänemark kam im März 1945 das öffentliche Leben angesichts der zunehmend schlechteren Versorgungslage und der immer gewaltsameren und stärker verbreiteten Auseinandersetzungen zwischen Widerstand und Besatzungsmacht weitgehend zum Erliegen. Strom- und Gasversorgung wurden mehrfach vorübergehend unterbrochen, Restaurants blieben geschlossen. Der kommerzielle Lastwagenverkehr und der öffentliche Schienenverkehr wurden stark eingeschränkt, was wiederum die Arbeitsfähigkeit vieler Industriebetriebe herabsetzte. Der Schwarzmarkt nahm angesichts der weitgehend fehlenden Polizeikontrollen einen erheblichen Aufschwung. Schulen und Sporthallen wurden zur Beherbergung deutscher Flüchtlinge beschlagnahmt. Die Deutschen errichteten zusätzliche Straßensperren und Bunkeranlagen für den Fall größerer Kampfhandlungen.
Im April wurde die Lage zunehmend chaotisch. Verschiedene Gruppen von Kollaborateuren gingen mit zunehmender terroristischer Gewalt gegen die Bevölkerung vor. Schießereien sowie Liquidierungen von Gefangenen und Kollaborateuren waren nahezu an der Tagesordnung. In Jütland kam der Eisenbahnverkehr durch verbreitete Sabotagen weitgehend zum Erliegen. Währenddessen kam es im Freiheitsrat zu Auseinandersetzungen über die wirtschaftliche und soziale Nachkriegsordnung. Die Gruppe fand keine Einigung und verzichtete auf ein entsprechendes Programm. Dies war gleichbedeutend mit einem Verzicht auf eine Mitgestaltung des Nachkriegsdänemark, abgesehen von der personellen Beteiligung an der ersten Nachkriegsregierung.
Am 19. April bot der Hamburger NSDAP-Gauleiter Karl Kaufmann der dänischen Regierung die Freilassung aller skandinavischen Häftlinge in seinem Einflussbereich an, die er kurz darauf den britischen Truppen übergeben wollte. Daraufhin wurden nahezu alle in Jütland verfügbaren Busse eingesetzt, um 4255 Gefangene abzuholen. Damit kehrten fast alle noch in Deutschland inhaftierten Dänen zurück. Am 29. April war der Weitertransport der schwedischen Häftlinge in ihre Heimat abgeschlossen.
Der Freiheitsrat und die politischen Parteien einigten sich Ende April auf eine paritätisch von ihnen besetzte Nachkriegsregierung unter Vilhelm Buhl.
Am 2. Mai erreichten britische Panzerspitzen bei Wismar und Lübeck die Ostsee. Damit waren sowohl die deutschen Truppen in Dänemark vom Süden des Reiches abgeschnitten als auch der weitere sowjetische Vorstoß nach Westen abgeriegelt. Am Tag zuvor hatten sowjetische Panzer die letzten ablegenden Flüchtlingsschiffe in Warnemünde beschossen.
Am 3. Mai nahm Best an einer Beratung mit dem Staatsoberhaupt Karl Dönitz teil. Angesichts von 250.000 Flüchtlingen und Zehntausenden Verwundeter sowie der schwedischen Drohung eines Kriegseintritts auf Seiten der Alliierten lehnte Best Dönitz’ Ansinnen einer Fortsetzung des Krieges in Dänemark ab. Die Entscheidung wurde vertagt, Dönitz genehmigte aber, Kopenhagen zur Offenen Stadt zu erklären. Best erhielt außerdem das Kommando über die deutschen Polizeieinheiten, um diese von weiteren Gewalttaten und Zerstörungen abzuhalten, da die deutsche Seite Repressionen gegen die Flüchtlinge nach Kriegsende fürchtete. Am gleichen Tag wurden Hamburg, Kiel und Flensburg zu Offenen Städten erklärt. Die Briten nahmen weite Teile Norddeutschlands ein. Am Abend des Tages rief der dänische Freiheitsrat alle Widerstandskämpfer dazu auf, nach der bevorstehenden deutschen Kapitulation auf Repressalien gegen Deutsche zu verzichten und nur gegen Bewaffnete vorzugehen, die die Kapitulationsbedingungen nicht einhielten.

### Wirtschaft
Die wirtschaftliche Lage wurde schwieriger, allerdings war die wirtschaftliche Situation Dänemarks in Europa vergleichsweise gut. Die Kosten für Kohle und Erdöl stiegen stark, viele Güter des täglichen Bedarfs wurden rationiert. Ab Juli 1943 kam es zu einer Serie wilder Streiks und Unruhen. Diese sogenannte Augustrevolte führte zur Verhängung des Ausnahmezustandes und die dänische Regierung trat zurück.
Am Ende des Krieges war die Lebensmittelversorgung bezogen auf die Nahrungsenergie pro Tag um zehn Prozent zurückgegangen, ohne dass es zu Mangelernährung kam. Es herrschte Wohnungsnot, aber keine dänische Stadt lag in Trümmern und es gab keine Umsiedlungsprobleme. Schon 1946 erreichte die Wirtschaftsleistung wieder Vorkriegsniveau.

### Deutsche Flüchtlinge in Dänemark
Nach dem Vorrücken der Roten Armee wurden auf Befehl Hitlers vom 4. Februar 1945 hin Hunderttausende Menschen vor allem aus Hinterpommern, Danzig sowie West- und Ostpreußen über die Ostsee evakuiert, obwohl die dänische Regierung ein solches Ansinnen wenige Tage zuvor zurückgewiesen hatte. Nach ersten vereinzelten Aufnahmen, meist in der deutschen Minderheit in Nordschleswig, kam am 8. Februar 1945 der erste größere Bahntransport an. Am 11. Februar legte die „Wartheland“ als erstes Flüchtlingsschiff in Kopenhagen an. Schulen, Hotels und Sportanlagen wurden für ihre Aufnahme requiriert. Von diesem Tag an bis zum 20. April erreichten 306.800 Flüchtlinge und verwundete deutsche Soldaten per Schiff Dänemark. Weitere Anlandungen folgten in den letzten Kriegstagen.
In der dänischen Bevölkerung wurde dies als „zweite Besatzung“ empfunden. Die dänische Zentralverwaltung verweigerte die Kooperation und protestierte in einer offiziellen Note unter Berufung auf die Haager Landkriegsordnung beim Reichsbevollmächtigten Best. Der dänische Ärzteverband (Den Almindelige Danske Lægeforening, DADL) verweigerte die medizinische Versorgung der Flüchtlinge. Die dringend notwendige medizinische Hilfe für die Flüchtlinge wurde von dänischen wie deutschen Behörden als Verhandlungsmittel genutzt, um andere Interessen zu erreichen. So wollten die dänischen Verhandlungsführer unter Staatssekretär Nils Svenningsen eine Freilassung der etwa 4000 dänischen Staatsbürger erreichen, die nach Deutschland deportiert worden waren. Der Chef des Reichssicherheitshauptamtes in Berlin, Ernst Kaltenbrunner, hingegen knüpfte diese an die Bedingung der Wiedererrichtung der 1944 aufgelösten dänischen Polizei, die nun auch in der Terrorbekämpfung hätte eingesetzt werden sollen. De facto hätte dies bedeutet, dass die dänische Polizei gegen die dänische Widerstandsbewegung hätte aktiv werden müssen. Auch die deutschen Behörden in Dänemark räumten der medizinischen Versorgung der Flüchtlinge keine Priorität ein, und Werner Best sprach im Zuge der Kriegspropaganda von Krankenhäusern, die eigens für die Flüchtlinge eingerichtet worden seien. So blieb die Hilfe aus: Bis zum Kriegsende kamen etwa 6580 Flüchtlinge ums Leben. Nach dem Abzug der Wehrmachttruppen aus Dänemark im Mai 1945 wurden etwa 250.000 Flüchtlinge in Dänemark in ehemals von der Wehrmacht benutzten Kasernen und Lagern untergebracht. Erst im Februar 1949 wurden die letzten Insassen nach Deutschland repatriiert.

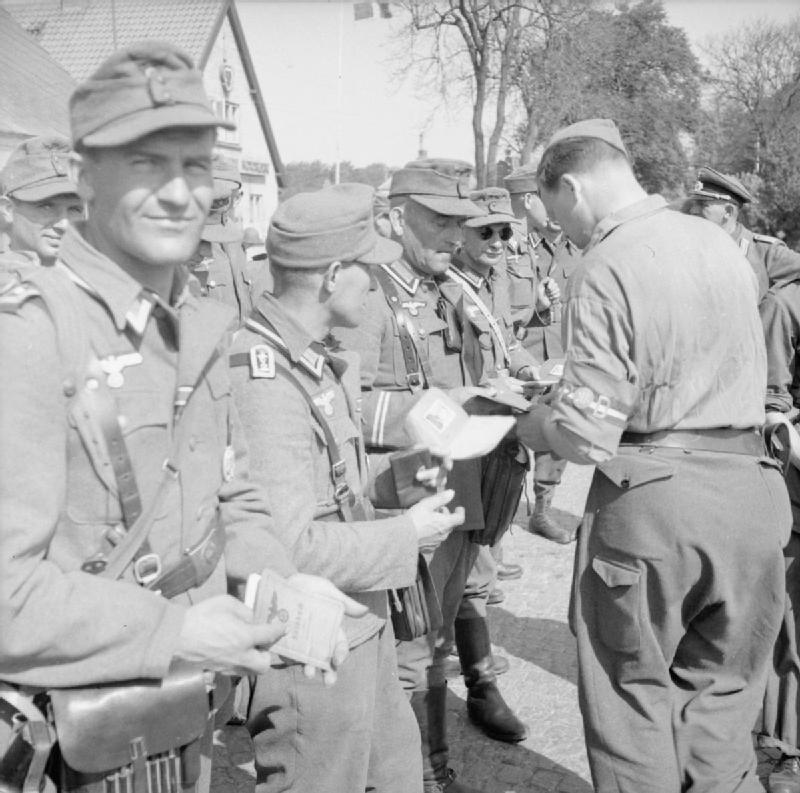
Abziehende deutsche Soldaten, die 1945 an der Grenze bei Krusau bei Flensburg entwaffnet wurden und von dort zurück nach Deutschland gingen

## Befreiung
Anfang Mai 1945 wurde in der Grenzstadt Flensburg im Vorort Mürwik die letzte Reichsregierung unter Karl Dönitz eingerichtet. Sie beauftragte eine deutsche Verhandlungsdelegation unter Vorsitz des neuen Oberbefehlshabers der Kriegsmarine Hans-Georg von Friedeburg mit Waffenstillstandsverhandlungen gegenüber den britischen Streitkräften. Am 4. Mai unterzeichnete die Delegation auf dem Timeloberg bei Wendisch Evern die Teilkapitulation der Wehrmacht für Nordwestdeutschland, Dänemark und die Niederlande, die am 5. Mai 1945, 8.00 Uhr, in Kraft trat. Das nahe Flensburg gelegene Internierungslager Frøslev wurde am selben Tag ebenfalls befreit. In der Folgezeit wurden dort Mitglieder der deutschen Volksgruppe wegen Kollaboration interniert.
Während am Abend des 4. Mai die Kopenhagener Bevölkerung die deutsche Kapitulation feierte, aktivierte die Widerstandsleitung die 43.000 Mann starke Untergrundarmee. Um 22 Uhr trat im Schloss Christiansborg die „Befreiungsregierung“ unter Buhl zu ihrer ersten Sitzung zusammen. Zeitgleich kam es in Kopenhagen zu letzten Stürmungen deutschfreundlicher Geschäfte und Einrichtungen. Um 23 Uhr erhielten die deutschen Truppen in Dänemark aus dem Hauptquartier Dönitz’ den offiziellen Befehl, am folgenden Tag ab 8 Uhr eine Waffenruhe gegenüber den Truppen Montgomerys einzuhalten.
Die vom Freiheitsrat vorbereiteten Massenverhaftungen von mutmaßlichen Kollaborateuren sowie von deutschen Angehörigen von SD und Gestapo begannen noch in der Nacht. Dabei kam es zu vereinzelten Schießereien, als sich dänische SS-Leute und Angehörige der Hilfspolizei wehrten. In Kopenhagen gab es in diesem Zusammenhang elf Tote und 62 Verletzte. Ebenso wurden im gesamten Land die regionalen Kommandostellen der Untergrundarmee aktiv. Ihre Truppen besetzten bis zum Morgen wichtige Straßenkreuzungen und öffentliche Gebäude. In Aarhus kam es am Abend zu einem größeren Schusswechsel zwischen deutschen Truppen und Einheiten der Untergrundarmee.
Bereits in der Nacht begann der Abzug deutscher Truppen, teils per Schiff, teils auf dem Landweg. Unter die Wehrmacht mischten sich auch Beamte von SD und Gestapo. Um 8 Uhr des 5. Mai zogen sich die übrigen deutschen Soldaten in ihre Kasernen zurück. Die Besetzung Dänemarks war damit beendet. Dennoch kam es zu weiteren Gefechten, als vereinzelt Angehörige der Untergrundarmee in deutsche Militärliegenschaften und auch in den Kreuzer Nürnberg im Kopenhagener Hafen einzudringen versuchten. Die jeweiligen Besatzungen wiesen diese Versuche mit Waffeneinsatz zurück.
Nach einer weiteren Kabinettssitzung am Morgen des 5. Mai empfing König Christian X. um 11 Uhr die neue Regierung. Von 9 Uhr an wurden die Insassen verschiedener Internierungslager freigelassen. Um 11:30 Uhr landeten die ersten Angehörigen der aus Schweden kommenden Danska brigaden im Hafen von Helsingør. Um 12 Uhr wandten sich Christian X. als Souverän, Buhl als Regierungschef und Mogens Fog als Vertreter des Freiheitsrats per Radioansprache an das dänische Volk. Im Verlauf des Tages stellte sich Reichsbevollmächtigter Best unter den Schutz des dänischen Außenministeriums. Der Tag war in Kopenhagen sowohl von feiernden Menschenmassen als auch von Schießereien geprägt. Um 16:30 Uhr landete Generalmajor Richard Henry Dewing, ab dann Chef der alliierten Militärmission in Dänemark, auf dem Flughafen Kopenhagen-Kastrup. Um 17:00 Uhr verabschiedete Christian X. den formal noch im Amt befindlichen Ministerpräsidenten Erik Scavenius aus dem Amt. Um Mitternacht empfing Dewing den Stabschef der deutschen Truppen in Dänemark, Hellmuth Reinhardt, und wies diesen an, seine Verbände im Fußmarsch außer Landes zu führen. Die Flüchtlinge und verwundete Soldaten sollten vorerst in Dänemark bleiben, jedoch keine weiteren Flüchtlingsschiffe mehr anlegen. Zur Weiterleitung folgender Anweisungen wurde ein deutscher Verbindungsstab bei der alliierten Militärmission eingerichtet.
Außerhalb Kopenhagens kam es an diesem Tag mehrfach zu bewaffneten Auseinandersetzungen, die schwersten davon in Odense, wobei es teilweise zum versehentlichen gegenseitigen Beschuss von Einheiten der Untergrundarmee kam und der örtliche Befehlshaber der Wehrmacht seine Truppen eingreifen ließ. Dort kam es auf dänischer Seite zu 23 Toten und auf deutscher zu mindestens drei.
Am 6. Mai verhandelte Best letztmals mit der dänischen Regierung über den weiteren Abzug des deutschen Militärs und die Versorgung der Flüchtlinge. Wehrmachtsbefehlshaber Lindemann ordnete den Beginn des Abzugs für Kopenhagen mit 18 Uhr des gleichen Tages an, für den Rest des Landes um 0:00 Uhr am 7. Mai. Das Dagmarhaus wurde bereits um 8 Uhr von der deutschen Besatzungsverwaltung aufgegeben und von der dänischen Untergrundarmee übernommen. Wenige Tage später wurde es zum Sitz der alliierten Militärmission. Im weiteren Tagesverlauf kam es in Kopenhagen noch einmal zu Gefechten zwischen Angehörigen der Hipo und der einrückenden Danska brigaden.
Am Morgen des 7. Mai überschritten britische Truppen auch die deutsch-dänische Landgrenze. Am gleichen Tag wurde Bornholm von der sowjetischen Luftwaffe heftig bombardiert. Auf der Insel waren viele der letzten von Ostseehäfen evakuierten Wehrmachtssoldaten an Land gegangen. Bis zu 14.000 befanden sich dort und hatten keinen Kontakt zu britischen Truppen, denen gegenüber sie sich hätten ergeben sollen. Im Verlauf des Tages unterstellte der Freiheitsrat alle bewaffneten Kräfte des dänischen Widerstands der Regierung des Landes. Damit beendete der Kommandoausschuss des Freiheitsrats seine Tätigkeit. Am 9. Mai tagte der dänische Reichsrat erstmals wieder. Am 10. Mai besetzte die Sowjetunion Bornholm und gab die Insel erst nach knapp einem Jahr wieder frei.
In den folgenden Tagen ordneten die Briten an, dass die deutschen Pioniereinheiten aus dem Abzug herauszulösen seien und leicht bewaffnet als Dienstgruppe Dänemark im Land verbleiben sollten. Diese 4.500 Mann starke Einheit räumte bis zum 1. August 1947 Minen, beseitigte Munition und registrierte Kriegsgräber. Anschließend wurde sie nach Deutschland entlassen.
Das öffentliche Leben in Dänemark normalisierte sich schnell. Am 13. Mai nahm die Polizei ihre Arbeit wieder auf. Am 14. Mai kam es noch einmal zu einem Schusswechsel mit deutschen Truppen, als Widerstandskämpfer drei kleinere deutsche Schiffe stürmten, die in einer Werft lagen.

## Aufarbeitung und Bilanz
Am 21. Mai 1945 wurde Werner Best in Kopenhagen inhaftiert. Das Stadtgericht Kopenhagen verurteilte ihn 1948 zum Tode. Schließlich wurde er 1951 in Dänemark begnadigt. 1958 stufte eine Spruchkammer in Berlin Best als „Hauptschuldigen“ ein und verurteilte ihn zu einer Geldstrafe von 70.000 DM.
Am 6. Juni 1945 endete der Abzug der deutschen Truppen bis auf die Dienstgruppe Dänemark, Verwundete und Lazarettpersonal. An diesem Tag wurde der deutsche Befehlshaber Lindemann von britischen Truppen festgenommen.
Auch in Dänemark gibt es Besatzungskinder von deutschen Soldaten und dänischen Frauen. Bei den Festnahmen sowohl von Kollaborateuren als auch von Freundinnen deutscher Soldaten kam es häufig zu Übergriffen auch vonseiten dänischer Zivilisten sowie zu Misshandlungen in den Internierungslagern.
Etwa ab Ende Mai ließen diese Gewaltaktionen nach und die Aufarbeitung der Besatzungszeit ging weitgehend in geordnete juristische Bahnen über. Eine Reihe von Gesetzen ordneten die Verfolgung von Kollaborateuren, Denunzianten, exponierten DNSAP-Mitgliedern und Kriegsverbrechern an sowie die nachträgliche Einziehung von Wehrsold und anderen Zahlungen für Dänen in deutschen Diensten. Diese Gesetze galten in der Regel rückwirkend für die gesamte Dauer der Besatzungszeit, da die dänische Verfassung von 1849 eine Einschränkung des Rückwirkungsverbots zuließ.
Während der Besatzungszeit gab es etwa 850 Tote bei der Widerstandsbewegung, 1800 Seeleute kamen unter anderem durch U-Boote um, 600 Dänen fanden den Tod in deutschen Konzentrationslagern. Nach dem Kriegsende wurden 40.000 Menschen wegen Kollaboration festgenommen. Rund die Hälfte dieser Personen wurde aber nach wenigen Tagen wieder freigelassen. 78 Personen wurden in Prozessen zum Tode verurteilt, davon 46 tatsächlich hingerichtet. Im Rahmen der juristischen Aufarbeitung der Besatzungszeit wurden rund 13.500 Personen verurteilt, mehr als 10.000 von ihnen wegen der Mitgliedschaft in deutschen Militär- und Polizeieinheiten. Einfache Mitglieder des Freikorps Danmark erhielten in der Regel zweijährige Haftstrafen, Offiziere deutliche längere. 1948 erfolgte eine umfangreiche Begnadigungskampagne, so dass ein Großteil der zu diesem Zeitpunkt noch Inhaftierten wieder freikam.
Die juristische Verfolgung deutscher Staatsangehöriger gestaltete sich schwierig, da formal kein Kriegszustand bestanden hatte. Im Sommer 1946 verabschiedete der Reichsrat ein Gesetz, das dies doch möglich machte. Rund 250 Ermittlungsverfahren wurden auf dieser Grundlage eingeleitet und führten zu 77 Verurteilungen. 1953 wurden die letzten der in diesem Rahmen Verurteilten entlassen. Die letzten für Vergehen in der Besatzungszeit inhaftierten dänischen Staatsbürger kamen 1960 auf freien Fuß.
Im Verlauf des Sommers 1945 wurden die Untergrundarmee und andere Widerstandsgruppen demobilisiert und entwaffnet. Am 15. Juni waren sie zusammen noch rund 15.000 Mann stark. Der Freiheitsrat löste sich am 23. Juni auf. Die britischen Kontaktstrukturen der Widerstandszeit, die Danska brigaden, Bopa und Holger Danske folgten diesem Schritt im Verlauf des Julis, die alliierte Militärmission Anfang August. Am 15. August war die Auflösung der letzten bewaffneten Verbände der Widerstandsbewegung abgeschlossen.
Verschiedentlich kam es im Sommer 1945 zu Protesten wegen des als zu lasch empfundenen Vorgehens der dänischen Justiz gegen Kollaborateure.

## Filme
- Da englænderne kom – maj 1945 (Dänemark, 1980) – Dokumentarfilm zum Ende der Besatzung, der zum fünfunddreißigsten Jahrestag des Ereignisses im dänischen Fernsehen ausgestrahlt wurde.
- 9. April – Angriff auf Dänemark (Dänemark, 2015) – Spielfilm zum Überfall der deutschen Wehrmacht auf Dänemark und Norwegen während des Zweiten Weltkrieges am 9. April 1940.